# CAF Champions League
CAF Champions League er en international fodboldturnering, der afvikles årligt under det afrikanske fodboldforbund (CAF). Topklubberne fra de afrikanske fodboldligaer inviteres til at deltage i turneringen, der er den førende fodboldturnering for klubhold på kontinentet og svarer til UEFA Champions League. Pga. en sponsorat, er turneringens officielle navn Total CAF Champions League, eller blot Total Champions League.

## Historie
Oprindeligt bestod turneringen af ligamestre fra alle nationale ligaer, der er medlemmer af CAF, og bestod af ude- og hjemmekampe over en tolv måneders periode, indtil der blev nået til kvartfinaler, semifinaler og finaler med det vindende hold som årets afrikanske fodboldmestre.
Turneringen startede som African Champions Cup i 1964. Den første vinder var Oryx Douala fra Cameroun, der slog Stade Malien fra Mali med 2-1 i én finale.
Turneringen blev ikke afholdt den følgende sæson, men fortsatte igen i 1966, hvor finalen blev afviklet over to kampe (ude/hjemme). Her var der et andet hold fra Mali i finalen, AS Real Bamako, der slog Stade d'Abidjan fra Elfenbenskysten med 3-1 på hjemmebane i den første kamp, mens det hele faldt fra hinanden i udekampen, hvor Stade d'Abidjan vandt med 4-1 og derfor tog titlen med 5-4 samlet.
Dramaet fortsatte i 1967, da det ghanesiske hold Asante Kotoko SC mødte TP Mazembe fra Demokratiske Republik Congo, hvor begge finalekampe endte uafgjort (hhv. 1-1 og 2-2); CAF foreslog en playoffkamp, for at løse problemet, men ghaneserne nægtede, så titlen endte hos Mazembe, der også vandt turneringen året efter. I 1970 fik ghaneserne oprejsning, da de to hold nok engang mødtes i finalen. Også denne gang endte den første finale 1-1, men mod forventning vandt Asante Konkonto udekampen med 2-1 og vandt derfor den titel, det ikke lykkedes for holdet at vinde i 1967.
I 1970'erne fik klubfodbolden i Cameroun et kvalitetsløft, hvilket var med til at skabe den succes for camerounsk fodbold, der stadig eksisterer i dag. 
Mellem 1971 og 1980 blev turneringen vundet fire gange af et hold fra Cameroun, hvoraf Canon Yaoundé tog tre af titlerne, mens Union Douala vandt i en enkelt. Der var imidlertid også et andet hold, der havde en succes i 1970'erne, nemlig Hafia FC fra Guinea, der vandt turneringen tre gange i denne periode.
Siden 1980'erne har turneringen været domineret af nordafrikanske hold, især hold fra Egypten – og de to ærkerivaler fra Cairo – Zamalek SC og Al-Ahly SC. Indtil 1982 havde kun ét egyptisk hold, Ismaily SC, vundet turneringen, men derefter har Al-Ahly vundet turneringen otte gange, mens rivalerne fra Zamalek har vundet fem gange. Et andet nordafrikansk hold, Raja Casablanca fra Marokko, har vundet tre titler.
Ud over indførelsen af reglen om udebanemål (hvor et mål scoret af det hold, der spiller på udebane, tæller dobbelt i det tilfælde, hvor den samlede resultat over to kampe er uafgjort) var det meget begrænset med ændringer i turneringen indtil 1997. Dette år tog CAF den beslutniong at gøre som UEFA havde gjort få år tidligere ved at indføre et gruppespil og omdøbe turneringen til CAF Champions League. CAF introducerede også for første gang præmiepenge, der blev udløst blot ved deltagelse.
Med en præmie på 1.000.000 amerikanske dollars til turneringsvinderen og 750.000 til den tabende finalist blev den nye Champions League-turnering den klart mest lukrative klubturnering i Afrika. Under det nye format gik ligamestrene fra CAF-medlemslandene gennem en række indledende runder, indtil der var seksten hold tilbage. De otte vindere i denne runde blev således fordelt i to puljer med fire hold i hver, hvor man mødte hver modstander én gang ude og én gang hjemme. Når disse seks puljekampe var spillet, gik de to bedste hold i hver gruppe til semifinalerne, hvorfra vinderne mødtes i finalen. Det nye format var uden tvivl godt for både CAF og afrikansk fodbold, da turneringen har fået flere sponsorer og større tv-dækning over hele kontinentet.

## Turneringens udfordringer
CAF har haft nogle problemer med planlægning, struktur og stadioner.
En del mener, at turneringen skulle planlægge kampdatoerne på samme datoer i lighed med den europæiske Champions League-turnering. Den afrikanske Champions League (CAF Champions League) begynder normalt omkring januar og slutter normalt omkring november. De fleste (men ikke alle) afrikanske ligaer begynder i juli, august eller september og afsluttes i april, maj eller juni. Fordi ikke alle ligaer begynder på nogenlunde samme tidspunkt, er der ikke rigtigt styr på programplanlægningen. De fleste ligaers administratorer ønsker at tilpasse CAF Champions League til deres nationale liga. Den eneste måde at løse dette problem på er ved
Adskillige lande vil have turneringen udvidet. Jo stærkere den nationale liga føler sig, jo mere profitabel og succesfuld vil det være, hvis man tildelte netop dén liga nogle ekstra deltagere til turneringen. Dette giver uenigheder og skænderier landene imellem.
Ligeledes har en del afrikanske fodboldstadioner problemer med banen, ordentlige tilskuerforhold og sikkerhed. Afrikansk fodbold kan udvikle sig, hvis der bliver brugt penge på nye faciliteter. 

## Struktur og kvalifikation
I 1997 erstattede CAF Champions League den tidligere panafrikanske turnering African Cup of Champions Clubs, der havde kørt fra 1964 til 1996..
Turneringen er åben for alle mesterhold fra lande, der er medlem af CAF, såvel som den forsvarende mester i turneringen. Siden 2004 er sølvvinderne fra de 12 højest rangerede ligaer tilføjet, hvilket bringer antallet af deltagere op på 64 hold. Dette skete, da man flettede CAF Cup'en (den næststørste klubturnering i Afrika, hvor toerne hidtil havde deltaget) og CAF Cup Winner's Cup sammen i en turnering, der nu hedder CAF Confederation Cup. De tolv lande med to deltagende hold findes ved at se på klubbernes resultater gennem de seneste fem år.
CAF Champions League starter ned en knockout-fase og afsluttes med et gruppespil, hvor alle opgør (inklusiv finalen) spilles over to kampe, ude og hjemme. Der er tre knockout-runder: En indledende runde, en første runde (32 hold) og en anden runde (16 hold). De otte hold, der sendes ud i 2. runde, fortsætter i CAF Confederations Cup, for at spille mod de sidste otte hold i denne turnering. Efter 2. runde bliver de otte hold fordelt i to grupper med fire hold i hver. Nr. 1 og 2 i disse grupper fortsætter til semifinalen, og vinderne derfra mødes i finalen.

## Præmiepenge
I 2008-sæsonen lød den samlede præmiesum på $3.500.000, der blev fordelt mellem top 8-klubberne og deres nationale forbund som følger:
| Slutplacering         | Præmie til klubben | Præmie til det nationale forbund |
| --------------------- | ------------------ | -------------------------------- |
| Vinder                | $1,000,000         | $50,000                          |
| Finaletaber           | $750,000           | $35,000                          |
| Semifinalister        | $427,500           | $22,500                          |
| Nr. 3 i gruppespillet | $261,250           | $13,750                          |
| Nr. 4 i gruppespillet | $190,000           | $10,000                          |